# ديف كوبر

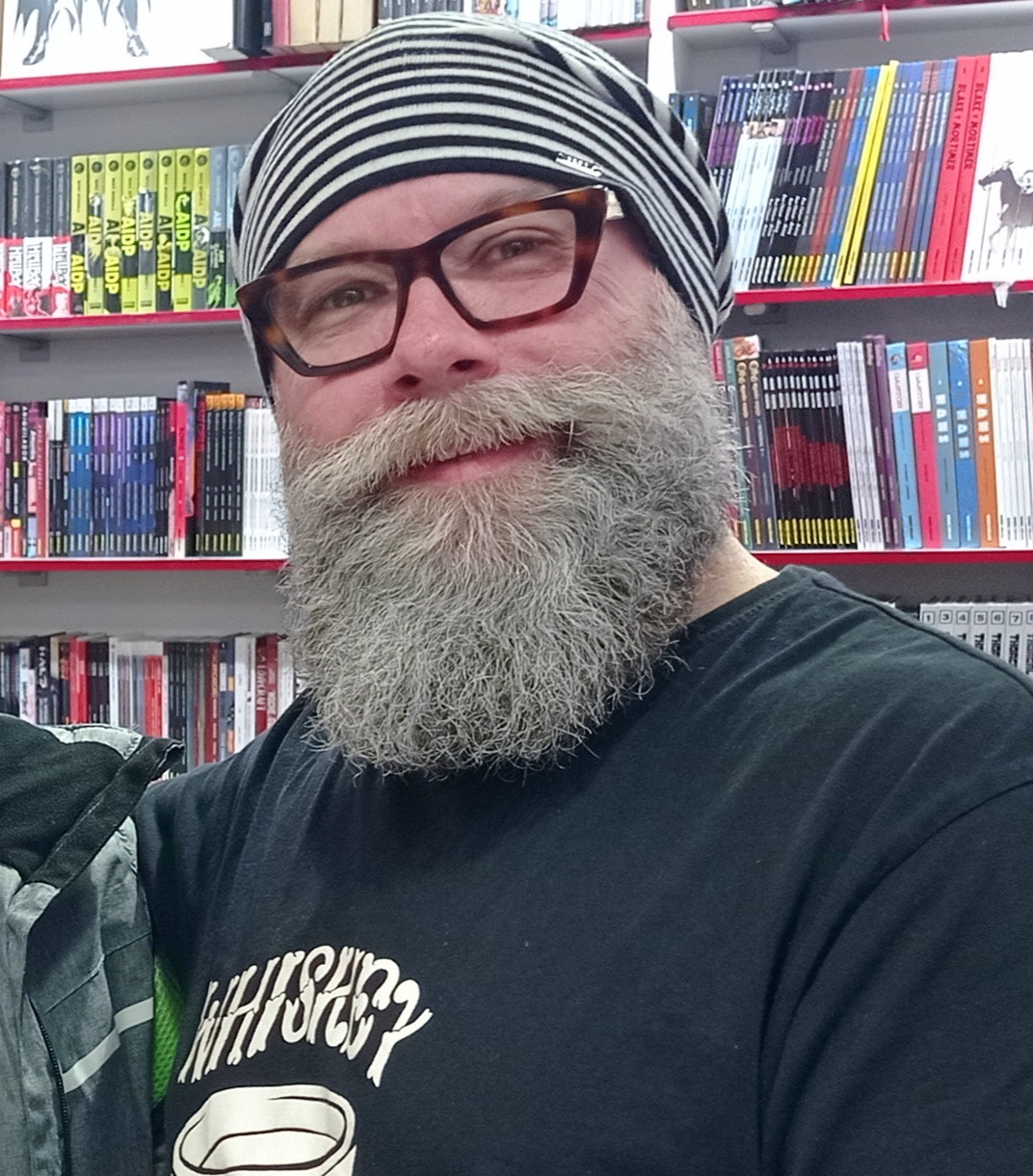
ديف كوبر في مدريد عام 2005

ديف كوبر هو فنان قصص مصورة كندي، ولد في 7 نوفمبر 1967 في نوفا سكوشا في كندا.

## وصلات خارجية
- الموقع الرسمي
- ديف كوبر على موقع IMDb (الإنجليزية)